# Campagne Hölziger Ofen

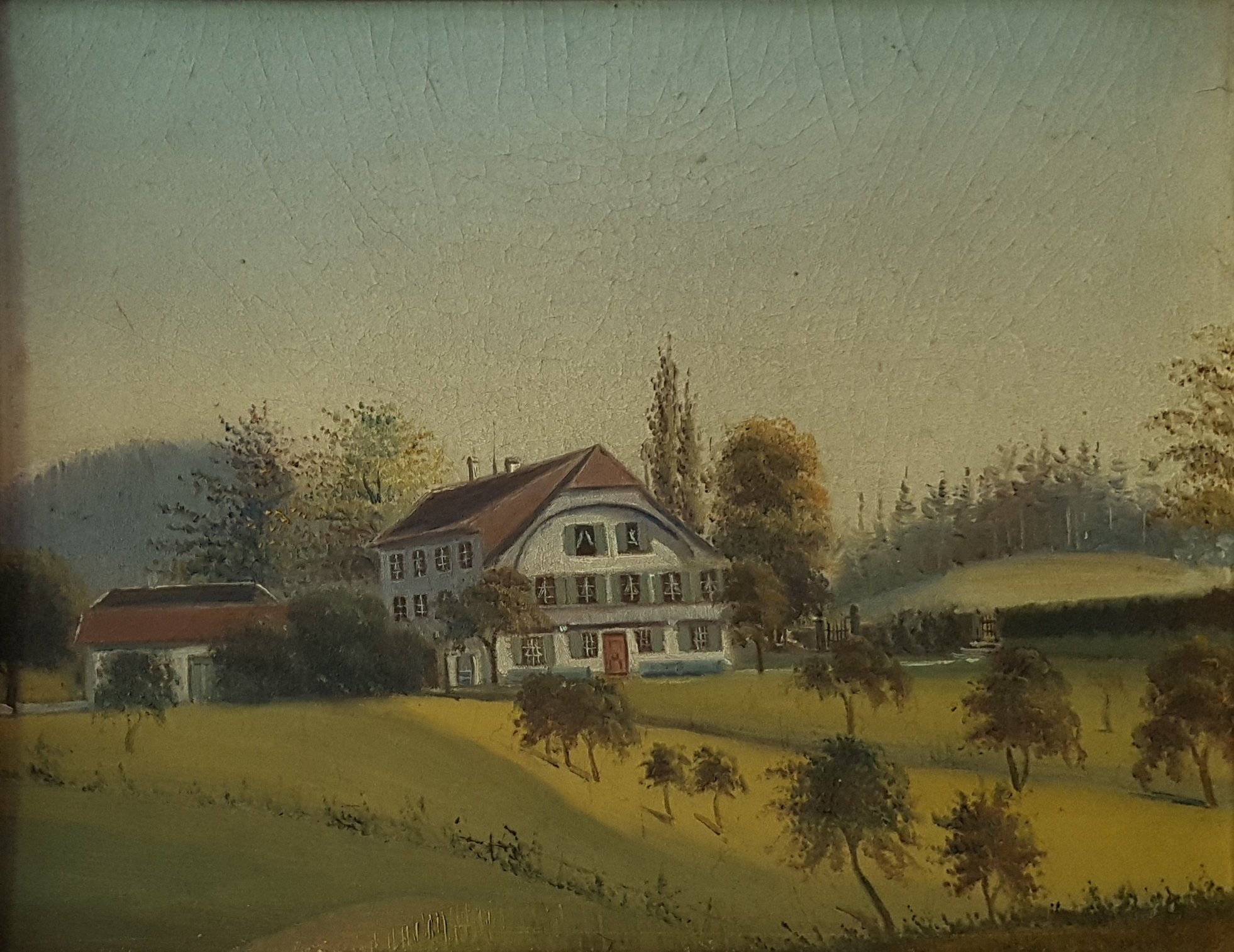
Campagne Hölziger Ofen von Norden (um 1860)

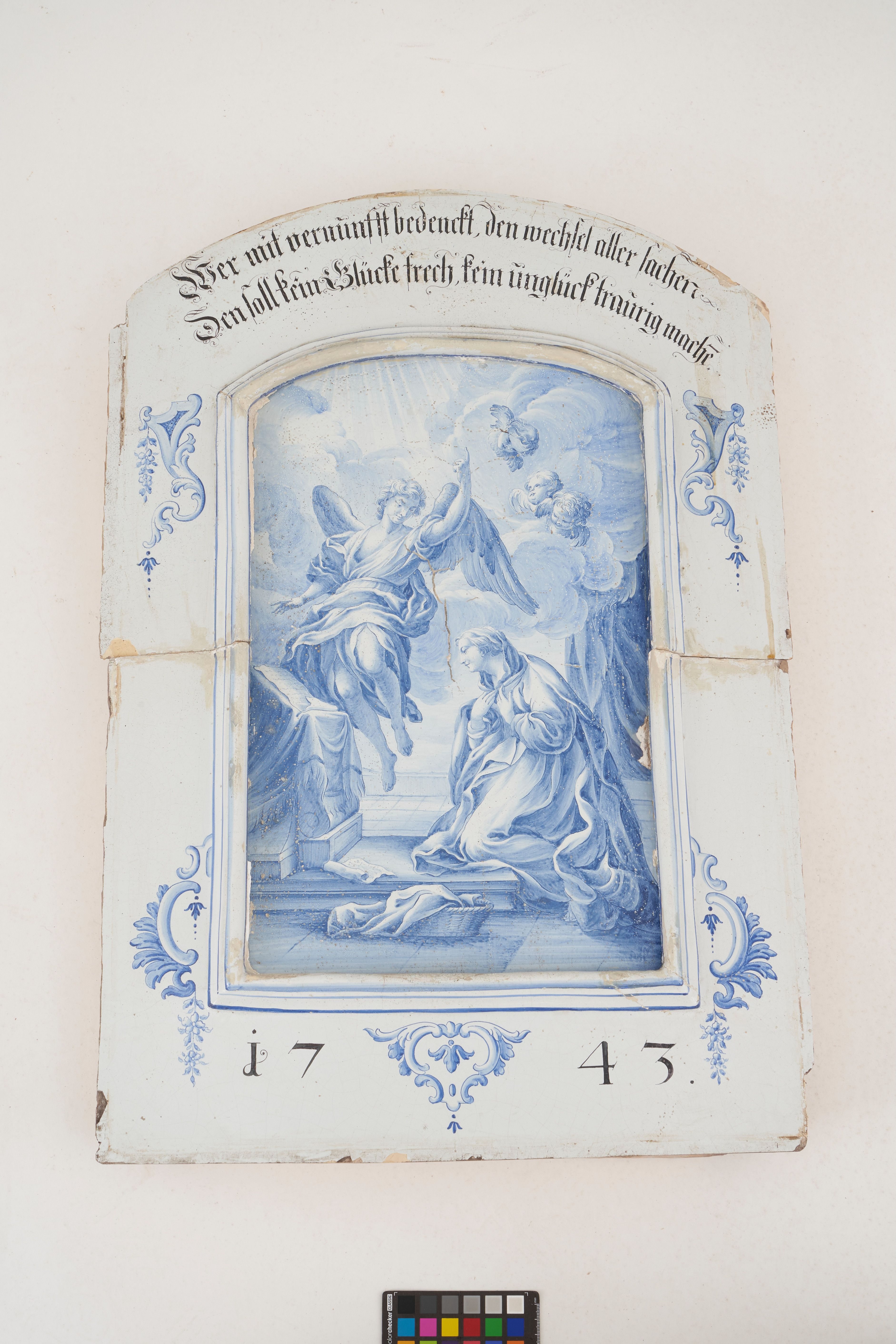
Kachel aus dem Kaminaufsatz aus dem Hölzigen Ofen (1743)

Die Campagne Hölziger Ofen ist ein ehemaliger Landsitz in der Stadt Bern im Schweizer Kanton Bern.

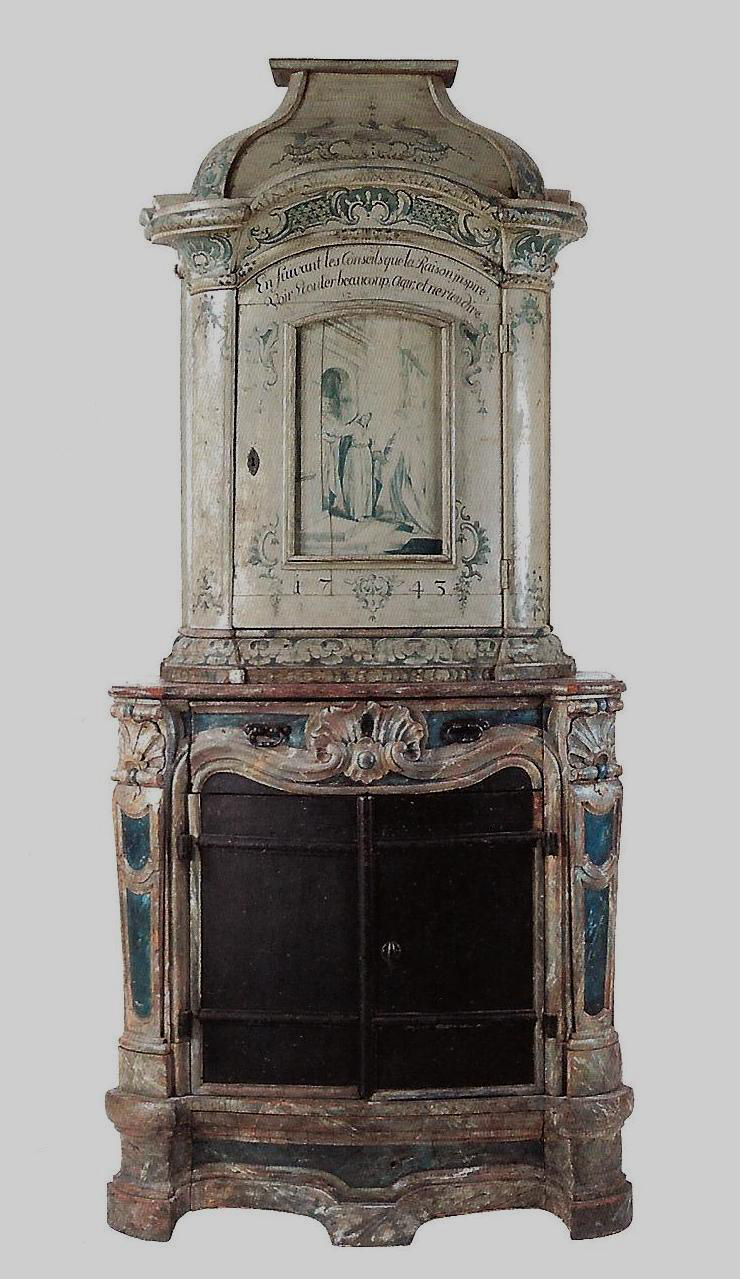
Bureau en armoire, sogenannter «Hölziger Ofen» (1743)

## Geschichte
Das ehemalige Landgut Hölziger Ofen, zwischen Sandrain und Mon Repos, an der Stelle der heutigen Adresse Holzikofenweg 1, verdankte seinen Namen einem Verwandlungsmöbel, einem Schreibmöbel in Kaminform. Das Verwandlungsmöbel hatte an seinem ursprünglichen Standort ein funktionierendes Gegenstück, einen Kamin mit gekacheltem Aufsatz. Der Offizier Niklaus Wyttenbach (1698–1768) kam 1742 in den Besitz der Campagne und dürfte damit Auftraggeber des 1743 datierten Möbels und Kamins sein.
Der 1875 angelegte Holzikofenweg in Bern ist nach der «Campagne Hölziger Ofen» benannt. Der 1882 künstlich geschaffene Name ist ein Anachronismus zu alemannischen Ortsnamen wie Etzelkofen, Zollikofen etc.